# Hynek Klička

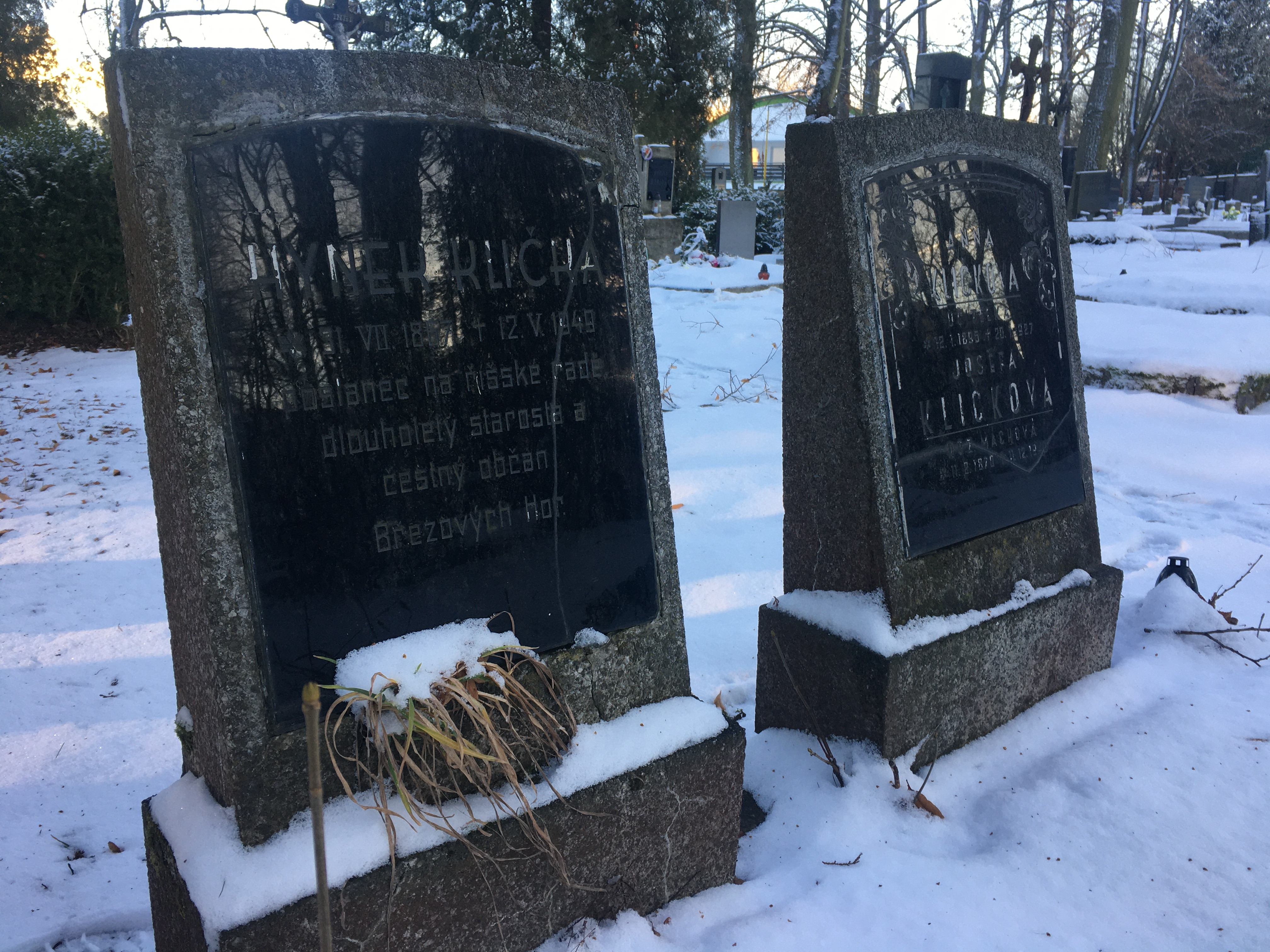
Náhrobky na Březohorském hřbitově

Hynek Klička (31. července 1867 Nepomuk – 11. května 1949 Praha) byl rakouský a český novinář a politik Českoslovanské sociálně demokratické strany dělnické, na počátku 20. století poslanec Říšské rady. V letech 1919–1932 byl starostou Březových Hor (nyní Příbram).

## Životopis
Původní profesí byl kožešníkem. Od počátku 90. let 19. století se angažoval v Českoslovanské sociálně demokratické straně dělnické. V roce 1895 zakládal její organizaci v Příbrami. V letech 1901–1919 působil jako vydavatel a redaktor příbramského dělnického týdeníku Naše obrana. Od konce 19. století do 20. let 20. století byl nejvýznamnějším představitelem sociální demokracie na Příbramsku.
Na počátku 20. století se zapojil i do celostátní politiky. Ve volbách do Říšské rady roku 1907, konaných poprvé podle všeobecného a rovného volebního práva, se stal poslancem Říšské rady (celostátní zákonodárný sbor) za obvod Čechy 54. Usedl do parlamentní frakce Klub českých sociálních demokratů. Mandát obhájil za týž obvod i ve volbách do Říšské rady roku 1911. Profesně se k roku 1911 uvádí jako redaktor listu Naše obrana.
V roce 1912 se stal členem celorakouské sociálně demokratické delegace na protiválečném kongresu v Basileji. V roce 1918 vykonával funkci předsedy okresního revolučního národního výboru v Příbrami. Dne 29. října 1918 zde vyhlásil vznik samostatného československého státu. V období let 1919–1932 zastával úřad starosty Březových Hor. Během štěpení sociální demokracie v roce 1920 se připojil k radikální levici a roku 1921 se účastnil na zakládání Komunistické strany Československa, kde ale nezastával výraznější posty.